# Игуман Методије (Петричевић)
Методије Петричевић (Добој, 20. јул 1966) игуман је Српске православне цркве и старешина Манастира Сасе.

## Биографија
Игуман Методије (Петричевић), рођен је 20. јула 1966. године у Добоју, од побожних родитеља. Основну школу а потом и средњу медецинску школу завршио је у родноме Добоју, 1985. године.
Монашки постриг примио је 4. децембра 2002. године у Манастиру Светог Василија Острошког код Бијељине, од стране епископа зворничко-тузланскога господина Василија (Качавенде), добивши монашко име Методије. Рукоположен је у чин јерођакона 6. децембра а у чин јеромонаха 7. децембра 2002. године у Манастиру Василија Острошког.
Ступа у Манастир Сасе код Сребренице 15. априла 2003. године. Одлуком епископа зворничко-тузланскога господина Василија, постављен је 18. септембра 2010. године  за старешину Манастира Сасе. Дипломирао је на Православном богословском факултету Светог Василија Острошког у Фочи, 2012. године.